# Procambarus versutus
Procambarus versutus är en kräftdjursart som först beskrevs av Hagen 1870.  Procambarus versutus ingår i släktet Procambarus och familjen Cambaridae. IUCN kategoriserar arten globalt som livskraftig. Inga underarter finns listade i Catalogue of Life.